# Tales from a Trailor Trash Soul
Tales from a Trailor Trash Soul är ett album av Cookies 'N' Beans, utgivet 2007.

## Låtlista
1. "Train Train" – 2:56
2. "Jolene" - 3:59
3. "I Lost It" - 3:05
4. "Together Again" - 3:46
5. "Can't Let Go" - 3:24
6. "The Pain of Loving You" - 2:27
7. "Killing the Blues" - 4:51
8. "Drunken Angel" - 3:56
9. "Juanita" - 3:13
10. "Sin Wagon" - 7:53